# Гімназія № 10 (Мелітополь)
Меліто́польська гімна́зія № 10 — загальноосвітній навчальний заклад у місті Мелітополі Запорізької області.

## Історія
Гімназія починає свою історію від 2 лютого 1921 року, коли перше вище навчальне училище було перейменоване в 10-у радянську трудову школу. Тоді школа знаходилася на вулиці Дем'яна Бєдного (нинішній проспект Богдана Хмельницького). З 12 вересня 1930 школа називалась на честь Г. І. Петровського. 1933 року школа стала семирічною. У 1933 році школа розташовувалася в одному з приміщень станції Мелітополь, у 1937—1941 роках — в будівлі нинішнього торгового комплексу «Пасаж». На час німецької окупації (6 жовтня 1941 — 23 жовтня 1943 року) школа була закрита, але вже 10 листопада 1943 знову почала роботу.
Будівлю, в якій гімназія розміщується зараз, побудували в 1936 або 1937 як станцію «Піонерська» Мелітопольської дитячої залізниці, яка працювала в парку Горького в 1937—1941 роках. Після війни дитячу залізницю відновлювати не стали, на короткий час у будівлі станції розмістилася військова частина, а 1946 року будівлю передали школі № 10. Тоді будівля була одноповерховою — другий поверх був надбудований у 1969 році.
У 1944—1949 роках школа була жіночою. 10 листопада 1950 їй присвоєно ім'я Н. К. Крупської. У 1990 році загальноосвітню школу № 10 перетворили в школу-ліцей з технічним профілем навчання, що передбачало поглиблене вивчення математики та фізики. 1992 року назву змінили на гімназія-ліцей, а з 1996 року навчальний заклад називається гімназія № 10. У 1998 початкові класи гімназії відокремили і сформували з них початкову школу № 17.

## Традиції
П'ятикласників урочисто приймають у гімназисти в день гімназії. Вони повторюють слова урочистої присяги, їм вручають «Кодекс честі гімназиста», виконується гімн навчального закладу. У день гімназії уроки для п'ятикласників проводять учні старших класів.

## Досягнення
Гімназія домагається успіху на міських та обласних олімпіадах школярів, досягаючи особливо високих результатів з математики та інформатики. Також гімназисти успішно виступають на обласних та Всеукраїнських конкурсах Малої академії наук, міжнародному математичному конкурсі «Кенгуру», міських інтелектуальних іграх. Команда гімназії була серед 5 переможців Всеукраїнського конкурсу «Онляндія в моїй школі», організованого компанією Майкрософт. Гімназія є однією з перших у місті за кількістю медалістів серед випускників.

## Директори
К. Е. Іохан — перший директор школи.
Антоніна Григорівна Тоцкая — директор у 1990 році, коли школа № 10 стала ліцеєм.
Галина Фадеївна Максимова — директор з 1993 року.
Ірина Анатоліївна Вольнюк — нинішній директор.

## Відомі вчителі
О. А. Фесюк — поет і художник, почесний громадянин Мелітополя. Працював у школі № 10 у 1930-х роках.
Авдєєнко Галина Іванівна — вчитель російської мови та літератури. на її пам'ять у гімназії проводиться конкурс російської мови та літератури.
Водвуденко Діанелла Петрівна (1931—2010) — заслужений вчитель України, директор Мелітопольського палацу піонерів (Тепер палац піонерів названий її ім'ям). З 1953 по 1955 рік працювала старшою піонервожатою СШ № 10.
Мимрик Леонід Миколайович (нар. 1947) — заслужений вчитель України (1996), відмінник освіти України. У 1980-1985 викладав музику в СШ № 10.